# Acanthagrion abunae
Acanthagrion abunae là một loài chuồn chuồn kim trong họ Coenagrionidae.
Acanthagrion abunae được Leonard miêu tả khoa học năm 1977.